# Citologia de impressão da superfície ocular
A citologia de impressão da superfície ocular é uma técnica de exame e coloração não invasiva da superfície ocular, dos tecidos do epitélio da conjuntiva e da córnea. É um método alternativo à citologia realizada sobre raspagens da superfície ocular e garante amostras de melhor qualidade. É realizada primeiramente com a aplicação de papel filtro sobre a superfície córneo-conjuntival, removendo amostras que contém de uma a três camadas de células epiteliais, e preservando principalmente suas características morfológicas e as relações anatômicas (disposição) das células obtidas.
As amostras passam por processo de fixação, coloração e exame, em um método modificados adequado à citologia da superfície ocular. Com esta técnica auxilia-se o entendimento e o direcionamento do tratamento das afecções da superfície ocular, pois com tal procedimento e suas características é permitida a análise do grau de metaplasia escamosa, a contagem do número de células caliciformes em casos do chamado "olho seco", hipovitaminose A, deficiência límbica corneal (síndrome de Stevens-Johnson, penfigóide ocular, queimaduras).
É utilizado como método de análise microbiológica (viral), na avaliação da superfície ocular de pacientes usuários de lente de contato e patologias associadas (úlcera de córnea). É utilizada em exames de bebês prematuros e pacientes diabéticos.